# 磁気バブル
磁気バブル（じきバブル、英: Magnetic bubble）とは、磁性体単結晶を特定の結晶方位で切り出した薄膜に存在する、膜面に対し垂直な円柱状磁区 (magnetic domain) のことをいう。1960年代にベル研究所のボーベック (Andrew Bobeck) 等が研究・開発を推進した。
この薄膜の磁化は外部磁界をかけていないとき、上向き磁区と下向き磁区が迷路状に入り乱れたストリップ（ストライプ）磁区を構成している。このストリップ磁区構造に対し垂直上向きの外部磁界を印加すると、上向き磁区の成長が促され帯の幅が広がり、逆に下向き磁区の帯の幅は狭くなっていく。さらに、外部磁界を強めると下向きの帯は連続が断たれ、その長さもそれぞれ短くなり最後には円柱状の1つの磁区となる。この後も外部磁界を強めるに従い、円柱磁区は次第に小さくなるが、ある印加磁界以上となると下向き円柱磁区は突然消滅する（磁区の反転が起こる）。この様子があたかも泡が突然つぶれたようなので、このような円柱磁区を磁気バブルと呼ぶ。

## 磁気バブルメモリ

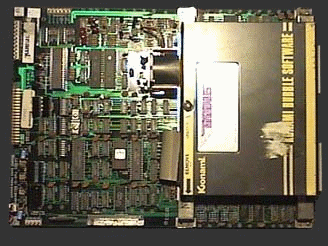
コナミのBubble System board

磁気バブルメモリ（じきバブルメモリ）は、磁性体の単結晶薄膜を利用し、上記の現象を応用した記憶装置である。読み書きが可能な不揮発性の補助記憶装置として使われる。例えば、下向きの磁区があるところを1、ないところを0として、位置決めしながら磁界の強さを調整することにより「1」と「0」の2値情報を書き込む。可動部分がなく、フロッピーディスクと違って密閉でき、振動や塵埃などの影響を受けないのが利点であるが、外部の磁気の影響を受けやすくデータ損傷が起きやすい欠点もあった。
磁気バブルメモリは、比較的安価に製造でき、しかも高速アクセスや書き換えが可能であるため、1970年代から電話の電子交換機のファイル記憶用や銀行端末に多く使われた。また可動部分がないことから、初期のパソコンのロムカセット状のリムーバブルメディアとして使われる事が多かった。例えば、1981年にシステムズフォーミュレート社が発売したBUBCOM80に補助記憶装置として標準装備され、また富士通のFM-8、FM-11で内蔵、外付けのオプションで利用できた（内蔵はFM-8のみ）。シャープのPC-5000もカートリッジスロットを持っていた。また1980年代中盤には、「バブルシステム」の名称でコナミ（現・コナミアミューズメント）の業務用ゲーム機などにおいて基板上に直接実装される応用もあった。FA分野でも使われた。
登場当時は半導体メモリより大容量であり、製作する本数によっては磁気バブルメモリのほうが安価だったため、長らく一定の需要があったが、EPROMやフラッシュメモリなど不揮発性半導体メモリの大容量化やハードディスクの小型化などに伴い、需要は終息した。